# Heterothops
Heterothops is een monotypisch geslacht van kevers uit de familie van de kortschildkevers (Staphylinidae).

## Soort
- Heterothops asperatus Smetana, 1971